# St. Paul (Nebraska)
St. Paul – miasto w Stanach Zjednoczonych, w stanie Nebraska, siedziba administracyjna hrabstwa Howard.